# Andrew Allen
Andrew Allen (Philadelphia, Pennsylvania, 1955. augusztus 4. –) amerikai űrhajós. Teljes neve Andrew Michael Andy Allen.

## Élete
A repülő-főiskolán 1973-ban diplomázott, majd a haditengerészet pilótája lett. Tesztpilótaként 30-nál több repülőgéptípuson, több mint 4 500 órát repült. 1987-től űrhajókiképzésben részesült. Három űrrepülésen vett részt, több mint 900 (37 napot, 16 órát és 12 perc) órát töltött a világűrben. 1997-ben fejezte be űrhajós pályafutását.
1992-ben a 12. alkalommal induló Atlantis űrrepülőgép másodpilóta tagjaként, a  STS–46 amerikai űrrepülőgép-programban 8 napot szolgált. Az egyik kutatási program elősegítése érdekében egy léggömb formájú műholdas rendszert rögzítettek az űrállomáshoz, elősegítve a naprészecskék előfordulását a vizsgált térben.
1994-ben a 16. alkalommal induló Columbia űrrepülőgép másodpilóta tagjaként, az STS–62 küldetés alatt 14 napot szolgált a világűrben. A küldetés alatt több kutatási, mérési tevékenységet végeztek, kipróbálták a Canadarm robotkar egy továbbfejlesztett, modernebb változatát.
1996-ban  a 19. alkalommal induló Columbia űrrepülőgép másodpilóta tagjaként, az STS–75 küldetés alatt az egyéb programokon kívül műholdjavítási feladatot végeztek.

## Szakmai sikerei
Két főiskolán díszdoktorrá avatták.